# 黄根土蝽
黄根土蝽（Schiodtella secunda），也称麦根椿象，是根土蝽属的一种昆虫。见于山西省南部，是玉米的一种害虫。
20世纪70年代中期以前定名为Stibaropus flavidus Signoret(黄根土蝽、麦根椿象);1977年订正为根土蝽(Stibaropus formosanus Takano et Yanagihara);2009年再次订正为小眼根土蝽(Schiodtella secunda Lis)。